# باشگاه فوتبال لیرسه
باشگاه فوتبال لیرسه (انگلیسی: Lierse S.K.) یک باشگاه فوتبال در شهر لیر، بلژیک بود.
این باشگاه در سال ۱۹۰۶ تاسیس و در سال ۲۰۱۸ منحل شده است، لیرسه سابقه ۴ قهرمانی در لیگ فوتبال بلژیک و ۲ قهرمانی در جام حذفی فوتبال بلژیک را در کارنامه دارد.